# Абу-Дабі (емірат)
А́бу-Да́бі (араб. إمارة أبو ظبي) — найбільший емірат в ОАЕ. Столиця — місто Абу-Дабі, яка також є столицею країни. Площа — 67340 км², населення — 1548655 осіб (2008 рік).

## Географія
На північному сході межує з еміратами Дубай і Шарджа, на сході з Оманом, на півдні і південному заході з Саудівською Аравією. На півночі омивається Перською затокою, у якій має безліч островів (найбільші Дас, Абу-Дабі, Садіят, Умм-ен-Нар, Ез-Закра).
Місто Аль-Айн — друге за чисельністю жителів в еміраті.
Клімат пустельний, абсолютний максимум температури зареєстрований у червні 2008 року +51,4 °С

## Адміністративний устрій
Емірат Абу-Дабі ділиться на 3 муніципальних регіони:
- Абу-Дабі (Центральний столичний регіон)
- Аль-Айн (Східний регіон)
- Аль-Гарбія (Західний регіон)

## Економіка

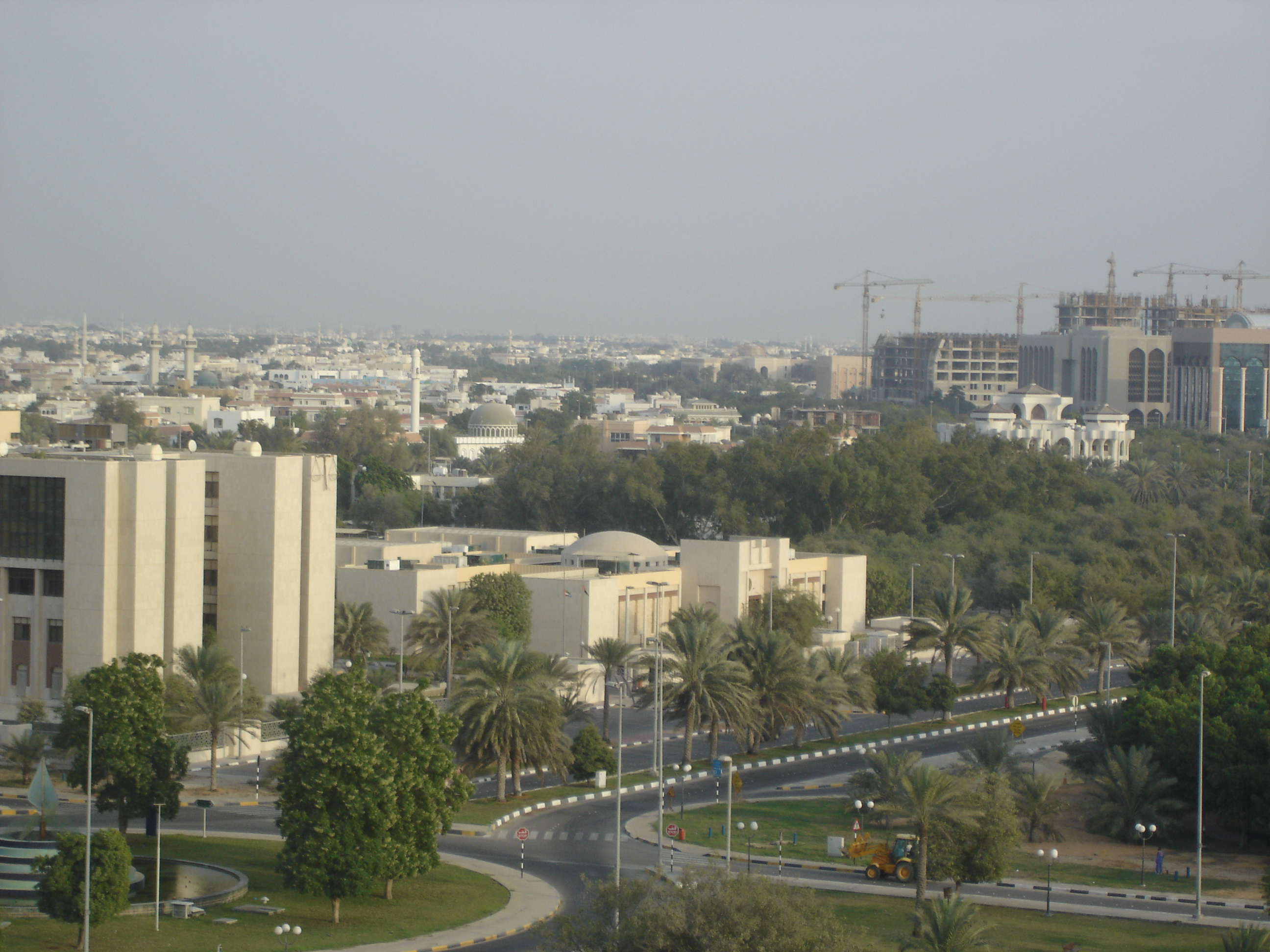
Вид на місто Абу-Дабі.

Абу-Дабі забезпечує близько 70 % ВВП країни.